# EuFOD
EuFOD是一种配位化合物，化学式为Eu(OCC(CH3)3CHCOC3F7)3，可简写为Eu(fod)3，其配体为6,6,7,7,8,8,8-七氟-2,2-二甲基-3,5-辛二酮。它主要用作核磁共振波谱中的位移试剂。它也是一种路易斯酸，可在有机合成中用作催化剂。